# Nitrobenzonitrile
| Gefahrensymbol |

| Gefahrensymbol |

| Gefahrensymbol |

Die Nitrobenzonitrile bilden in der Chemie eine Stoffgruppe, die sich sowohl vom Benzonitril als auch vom Nitrobenzol ableitet. Die Struktur besteht aus einem Benzolring mit angefügter Nitril- (–CN) und Nitrogruppe (–NO2) als Substituenten. Durch deren unterschiedliche Anordnung (ortho, meta oder para) ergeben sich drei Konstitutionsisomere mit der Summenformel C7H4N2O2.

## Darstellung
Die Nitrobenzonitrile lassen sich aus den Nitroanilinen darstellen. Die Nitroaniline werden diazotiert, und die Diazoniumsalze reagieren dann gemäß der Sandmeyer-Reaktion mit Kupfer(I)-cyanid zum gewünschten Produkt.

## Eigenschaften
Die Nitrobenzonitrile sind Feststoffe. Das 4-Nitrobenzonitril, das die höchste Symmetrie aufweist, besitzt den höchsten Schmelzpunkt.